# Hotchkiss M1914
Das Hotchkiss M1914 war ein Maschinengewehr aus französischer Produktion, das im Ersten Weltkrieg und auch im Zweiten Weltkrieg zum Einsatz kam.

## Geschichte
Der ursprüngliche Entwurf dieser Waffe stammte vom österreichischen Offizier und Konstrukteur Adolf Odkolek von Újezd. Dessen Patente wurden von der vom US-Amerikaner Benjamin Hotchkiss 1875 gegründeten französischen Waffenschmiede Hotchkiss et Cie in St. Denis bei Paris aufgekauft. Nach dem Tod von Benjamin Hotchkiss 1885 wurde die Führung der Firma von Laurence V. Benét, dem Sohn des US-Generals und Chef des Armee-Beschaffungswesens Stephen Vincent Benét übernommen. In Zusammenarbeit mit dem Ingenieur Henri A. Mercié wurde die Waffe zur Produktionsreife entwickelt. Eine wichtige Modifikation war das Hinzufügen von radialen Kühlrippen und als Modell 1900 wurde die Waffe in die Ausrüstung der französischen Armee aufgenommen.
Die Zuverlässigkeit ließ anfangs zu wünschen übrig, aber andere verfügbare Modelle wie das St. Étienne M1907 schnitten in dieser Beziehung noch schlechter ab. Aufgrund dessen wurde das Modell im Jahr 1917 zum Standard-MG der Armee Frankreichs bestimmt. In den letzten beiden Kriegsjahren verwendete es auch das Amerikanische Expeditionskorps. Obwohl zu jenem Zeitpunkt völlig veraltet, verblieb es in Frankreich bis in die 1940er-Jahre hinein im Einsatz. Darüber hinaus wurde das Hotchkiss in alle Welt exportiert.

## Technik
Im Gegensatz zum Maxim-MG ist das Hotchkiss M1914 luftgekühlt. Obwohl es ohne eine voluminöse Wasserkühlung auskam, galt es mit 47 kg (mit Dreibeinlafette) als schweres Maschinengewehr und wurde auch so eingesetzt. Ein wesentlicher Unterschied lag im Lademechanismus: das Maxim arbeitete als Rückstoßlader, das Hotchkiss als Gasdrucklader. Letzteres sollte sich später auch bei schweren Serienfeuerwaffen aus Gewichtsgründen als Standard durchsetzen.
Als technisches Novum galt zu jener Zeit vor allem die Stellung des Verschlusses bei der Schussauslösung. Das M1914 war das erste zuschießende Maschinengewehr, das heißt, der Verschluss befindet sich vor dem Schuss in hinterer Stellung. Erst mit der Betätigung des Abzuges schnellt er nach vorn und schiebt eine Patrone ins Patronenlager. Selbstzünder bei heißgeschossenem Lauf konnten deshalb nicht auftreten, wie dies bei aufschießenden Waffen der Fall sein konnte. Durch den zwischen zwei Feuerstößen geöffneten Verschluss konnte im Lauf Luft zirkulieren und diesen kühlen, was auch den Verschleiß verminderte. Heißgeschossene Läufe konnten mit einem Spezialwerkzeug leicht gewechselt werden, da kein Verriegelungsmechanismus den Lauf blockierte.
Ein Problem der Waffe lag in der Munition: Die französische Gewehrpatrone im Kaliber 8 mm Lebel war bereits um 1900 veraltet; als Munition für MGs war sie durch ihre stark konische Form und den Patronenrand weniger geeignet. Zuerst wurden für die Munitionszufuhr Metallstreifen verwendet, die nur bei sorgsamen Umgang zuverlässig funktionierten. Patronengurte kamen anfangs nicht zum Einsatz, da die Patronen nicht wie beim Maxim-MG und den MGs von Browning nach hinten herausgezogen, sondern durch den vorschnellenden Verschluss nach vorne geschoben wurden. Erst später wurden Gurte entwickelt, die zur Verwendung im M1914 geeignet waren. Obwohl in Frankreich ab 1929 mit der 7,5 × 54 mm eine moderne Patrone zur Verfügung stand, wurde das Hotchkiss 1914 nie darauf umgerüstet, sondern im Originalzustand belassen und erst nach dem Zweiten Weltkrieg durch das Maschinengewehr AA-52 ersetzt.

## Varianten

### Frankreich
Einige Hotchkiss 1914 wurden auf das Kaliber 11 × 59 mm R umgerüstet und als Luftabwehr-MGs zur Ballon- und Luftschiffabwehr verwendet. Der Grund dafür lag in der Verfügbarkeit der Munition, die aufgrund des größeren Geschossdurchmessers mit Brand- und Leuchtspurgeschossen versehen werden konnte sowie als unmittelbarer Vorgänger der 8 mm Lebel sehr ähnliche Hülsenmaße hatte.

### Japan
Die japanische Armee testete um 1900 das Modell M1897 und übernahm es 1904 offiziell unter der Bezeichnung schweres MG Typ Ho in Dienst. Während des Russisch-Japanischen Krieges begann Ende 1905 die Weiterentwicklung des MGs. Die Änderungen umfasste unter anderem den Einbau zweier zusätzlicher Kühlrippen und die Verwendung der heimischen Patrone Kaliber 6,5 × 50 mm HR. Die Einführung erfolgte ab 1908 unter der Bezeichnung schweres MG Typ 38. Ab 1914 wurde diese Waffe schließlich zum schweren MG Typ 3 weiterentwickelt.

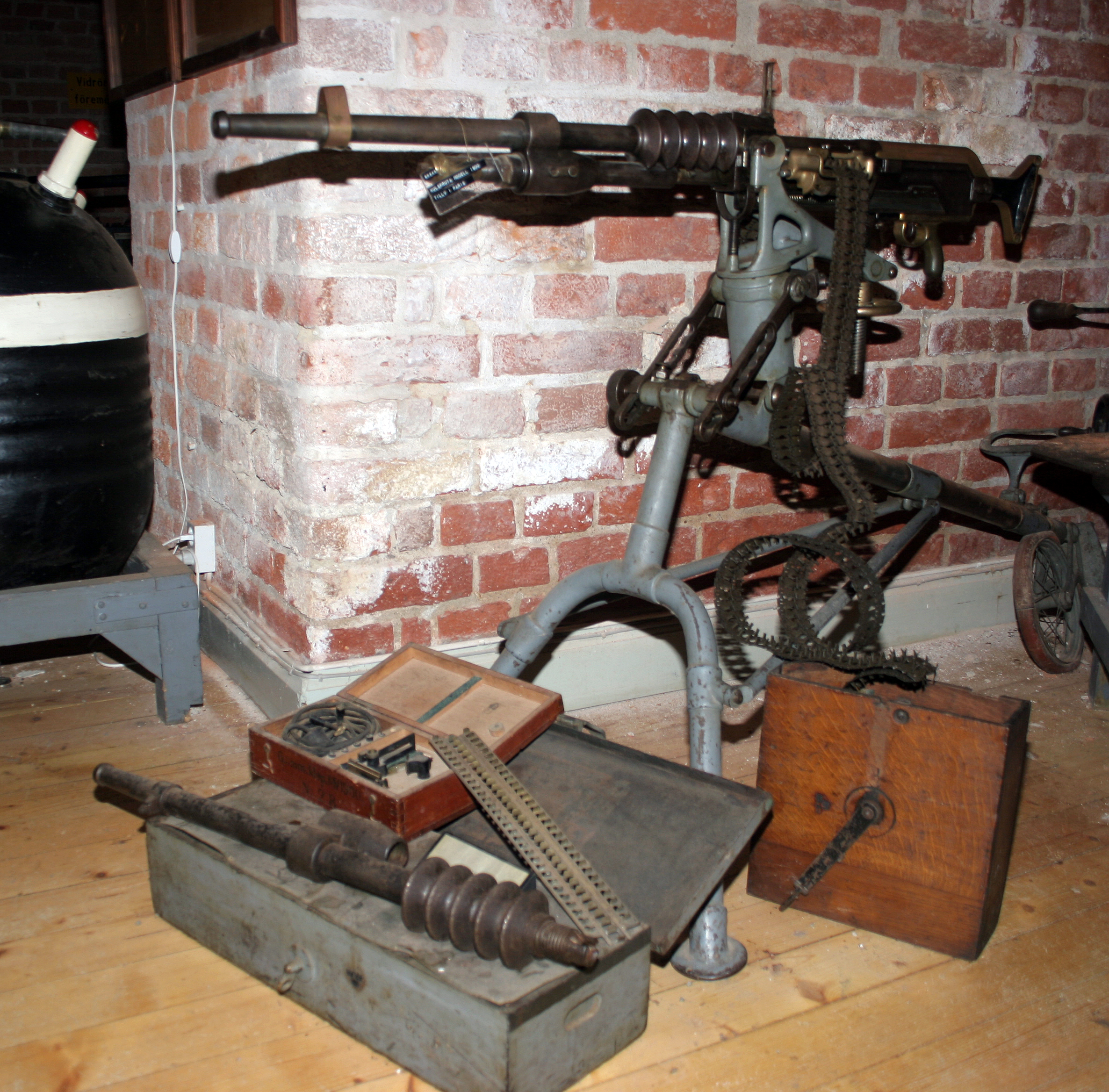
Mit Dreibein-Lafette und Wechsellauf
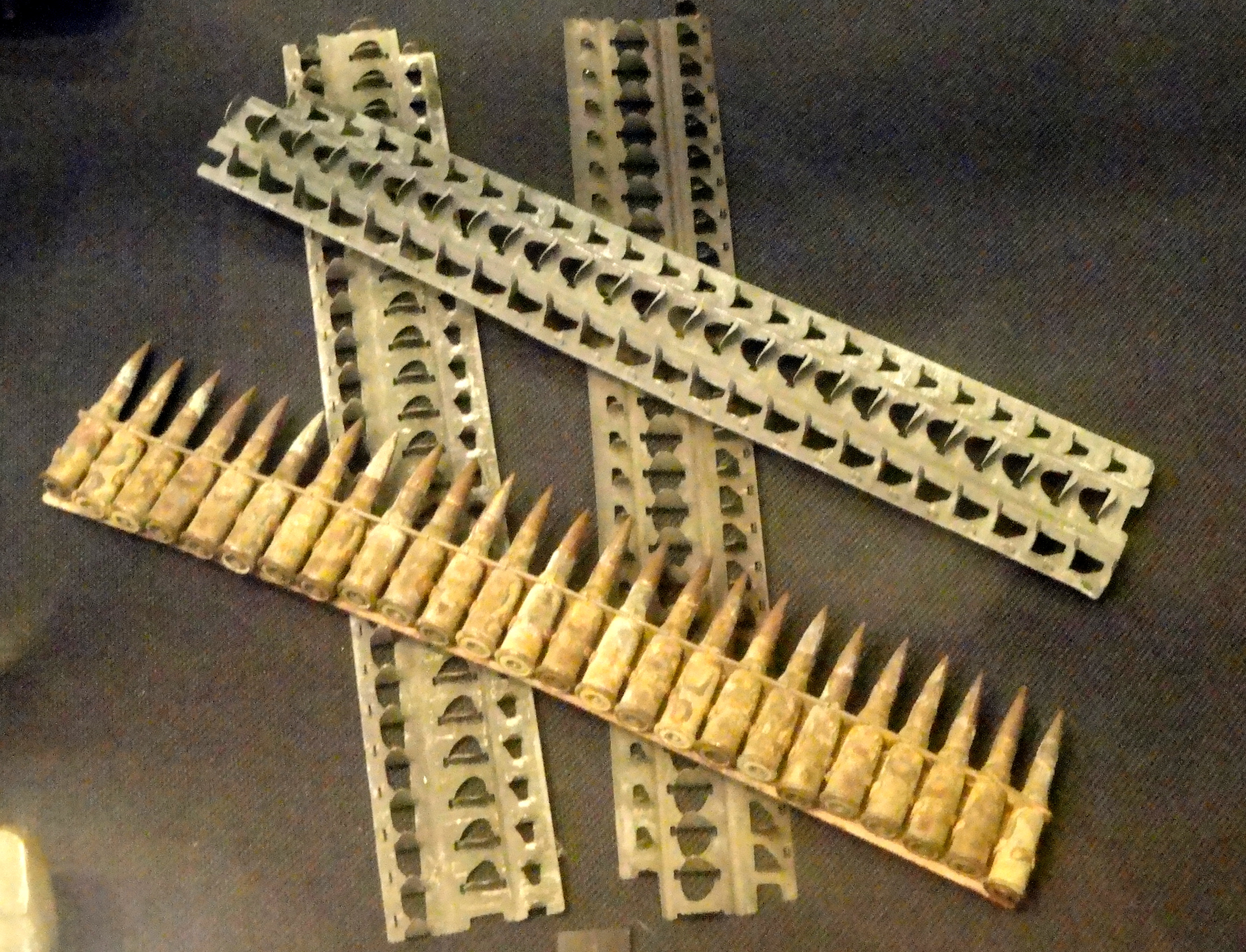
Metallstreifen mit Patronen: St. Etienne M 1907 / Metallstreifen leer: Hotchkiss M1914
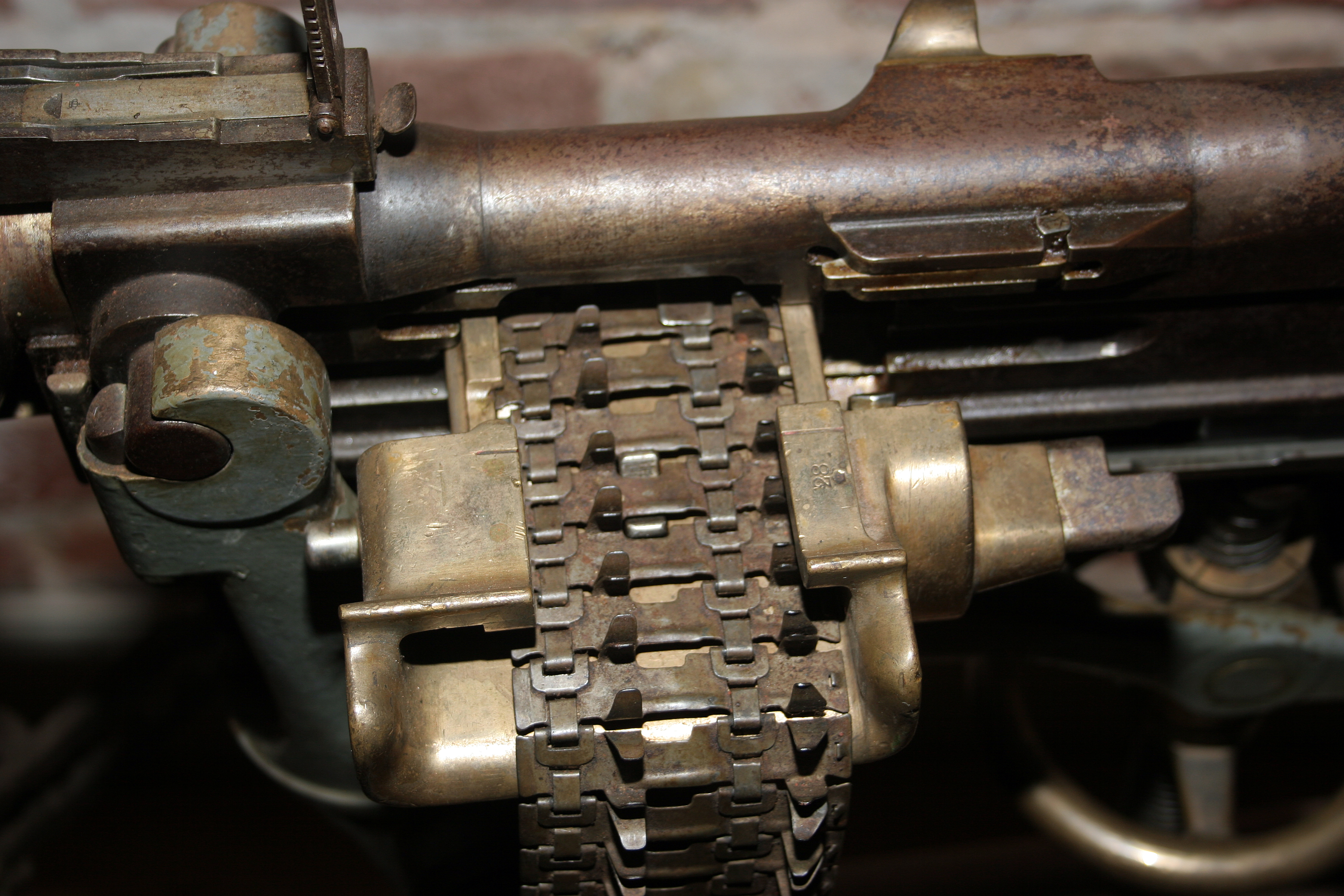
Munitionszufuhr
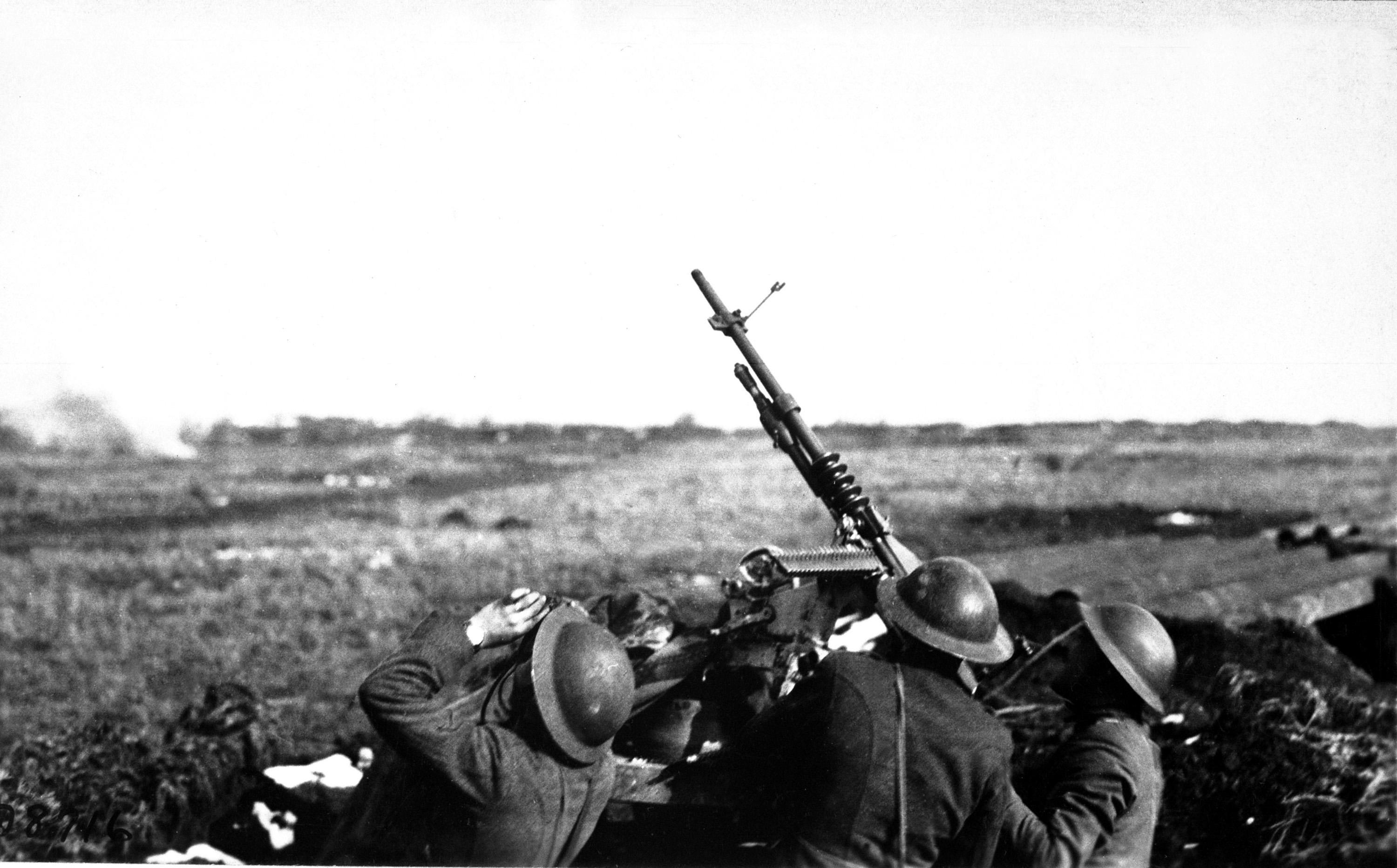
Amerikanische Soldaten mit MG Hotchkiss, M1914
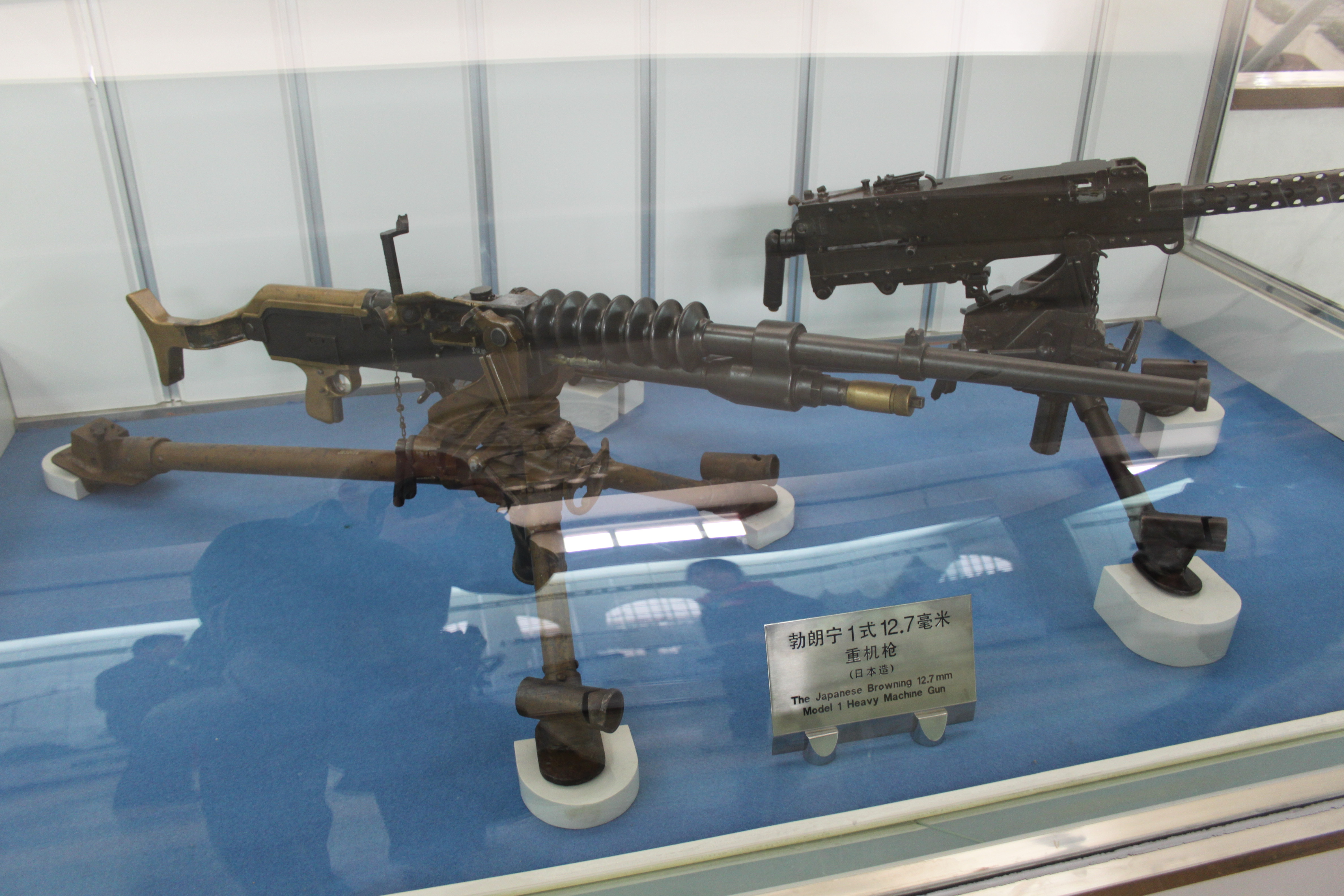
Japanisches schweres MG Typ 38 (links)